# Cassilândia
Cassilândia este un oraș în Mato Grosso do Sul (MS), Brazilia.